# 苹塘镇
苹塘镇是是中华人民共和国广东省云浮市罗定市下辖的一个乡镇级行政单位。

## 行政区划
苹塘镇下辖以下地区：
苹塘社区、周沙村、墩仔村、茶榕村、澳塘村、瑞平村、道村、桐油村、良官村、龙吉村、大虾村和谈礼村。